# Strömungsgetriebe

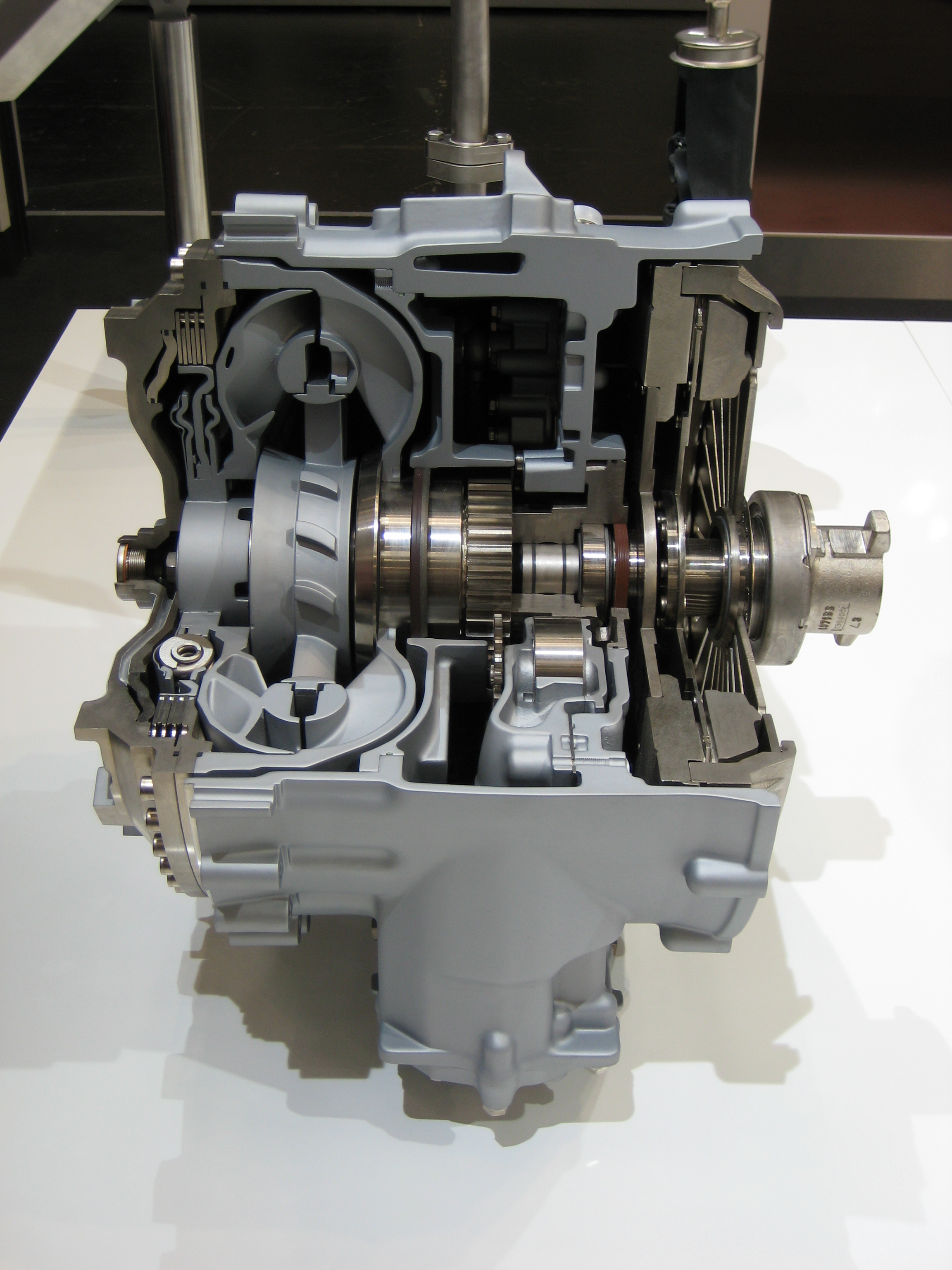
Hydrodynamische Getriebekomponente (halblinks) als Teil eines Arbeitsmaschinen-Antriebsstrangs für eine Baumaschine

Strömungsgetriebe sind hydraulische Getriebe zur gestuften oder stufenlosen Drehzahl- und Drehmomentwandlung. Die Abtriebsdrehzahl ist nahezu immer kleiner als die Antriebsdrehzahl.
Hydrodynamische hydraulische Getriebe arbeiten mit niedrigem Druck und hohem Ölstrom und erlauben eine kompakte Bauform (siehe auch Föttinger-Prinzip). Hydrostatische hydraulische Getriebe arbeiten mit sehr hohen Öldrücken und niedrigen Ölströmen. Antrieb und Abtrieb können über Schläuche verbunden räumlich getrennt angeordnet werden.

## Geschichte
Um die Wende zum 20. Jahrhundert stand man im Schiffbau vor dem Problem, die hohe Drehzahl der Dampfturbine bei hohen Leistungen auf eine niedrige Drehzahl zu untersetzen, wie  sie für einen guten Wirkungsgrad der Schiffsschraube nötig ist. Für hohe Leistungen geeignete Zahnradgetriebe konnten noch nicht hergestellt werden. Eine Lösung ist das hydraulische Getriebe: eine Kreiselpumpe saugt aus einem Reservoir Flüssigkeit an, beschleunigt sie und gibt sie an die Turbine weiter. In der Turbine wird die Strömungsenergie der Flüssigkeit in mechanische Drehbewegung umgesetzt. Die aus der Turbine austretende Flüssigkeit fließt wieder in das Reservoir zurück.
Die getrennte Anordnung von Pumpe und Turbine bringt beträchtliche Verluste durch Reibung der Flüssigkeit an Rohrwänden, Eigenreibung der Flüssigkeit sowie Ein- und Austrittsverluste mit sich. Durch Zusammenfassen aller Komponenten in einem Gehäuse kann der Großteil dieser Verluste vermieden werden. Diese Idee geht auf Hermann Föttinger zurück.

## Hydrostatische Getriebe
Als hydrostatische Getriebe bezeichnet man in der Technik die Verbindung einer Hydraulikpumpe mit einem oder mehreren Hydraulikmotoren. Solche Getriebe können einen bis zu mehrere Meter großen Abstand zwischen Pumpen- und Motorteil haben. Durch stufenlose Änderung des Ölflusses zwischen Hydraulikpumpe und Hydraulikmotor mittels Änderung von Förder- oder des Schluckvolumens ist die Übersetzung stufenlos einstellbar.
Bei hydrostatischen Getrieben sind der Pumpen- und Motoranteil meist bis auf Kleinigkeiten gleich aufgebaut: Axial zur Antriebswelle der Pumpe ist das Pumpengehäuse angeordnet. Im Inneren befindet sich ein Ring mit kreisförmig angeordneten Zylinderbohrungen, in die in gleicher Anordnung Fingerkolben eingesetzt sind. Diese Kolben sind axial mit einer sich mit dem Gehäuse mitdrehenden Gleitscheibe verbunden, wobei sich bei verstellbaren Maschinen der Winkel der Scheibe im Verhältnis zum Ring mit den Kolben (Schrägscheibenmaschine) oder der Winkel des Ringes im Verhältnis zur Scheibe (Schrägachsenmaschine) verändern lässt. Allgemein werden solche Maschinen als Fingerkolbenpumpe oder -motor (auch Axialkolbenpumpe/-motor) bezeichnet.
Solange der Winkel zwischen Scheibe und dem Ring mit den Kolben 0° beträgt, wird kein Öl gefördert. Schwenkt man die Kolbenseite oder die Scheibe (je nach Bauart) zur Seite aus, so treten die Kolben während der Drehbewegung ausgelöst durch die Schrägstellung der Scheibe oder des Ringes mit den Kolben auf der Schwenkinnenseite tiefer in das Pumpengehäuse ein und auf der anderen Seite aus. Damit ergibt sich eine Druck- und eine Sogseite, welche durch eine Art Zylinderkopf voneinander getrennt werden. Somit beginnt die Pumpe bei Drehung zu fördern. Die Pumpe ist durch Druckleitungen mit dem ähnlich aufgebauten Hydraulikmotor verbunden, der die hydraulische Energie (Druck, Volumenstrom) wieder in eine mechanische Energie (also eine Drehbewegung) umwandelt. Durch Änderung von Schwenkwinkel und Schwenkrichtung an der Pumpe können Fördermenge und Förderrichtung und somit Übersetzung und Fahrtrichtung gesteuert werden.

## Hydrodynamische Getriebe

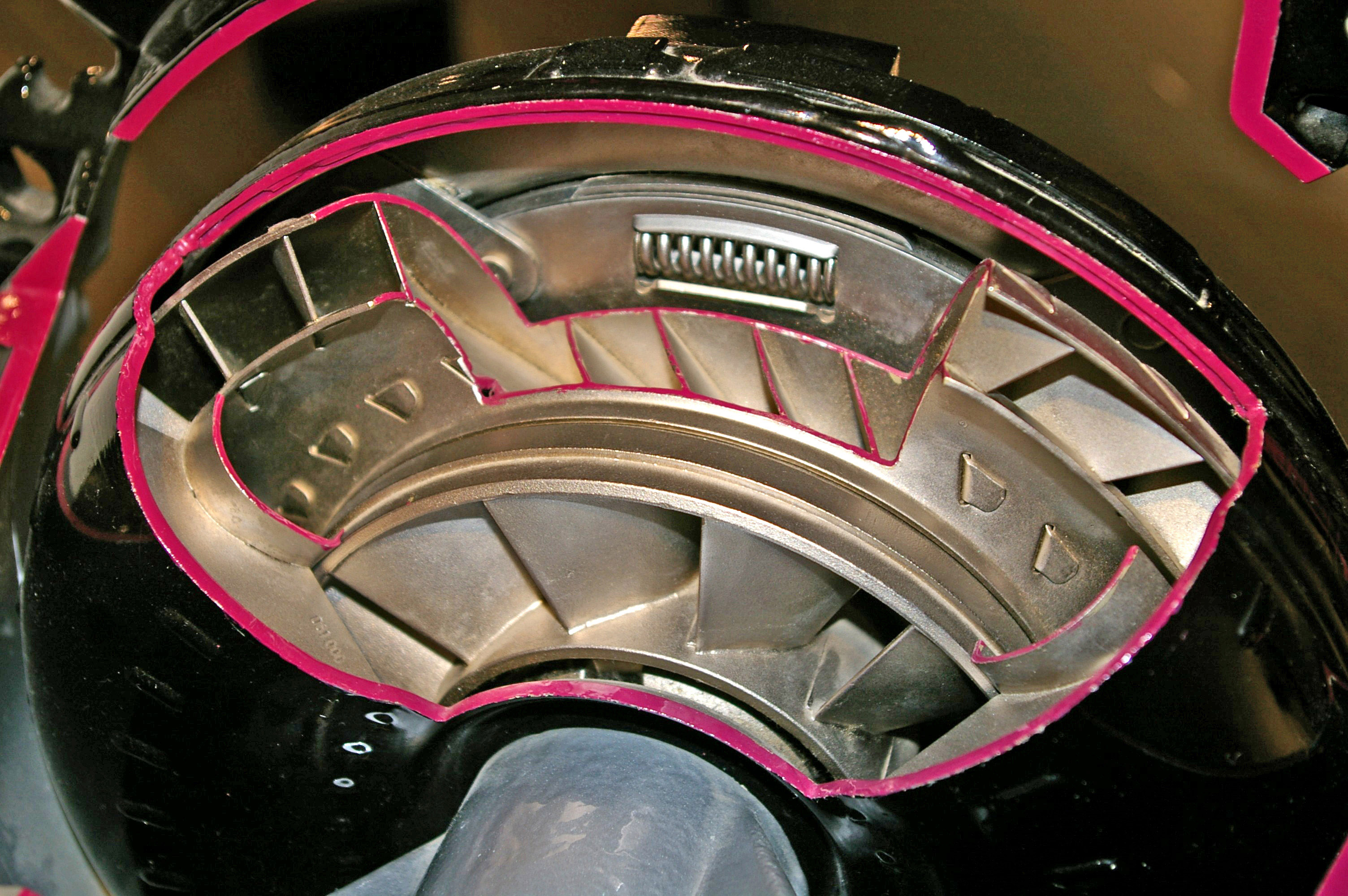
Drehmomentwandler (Schnittmodell) Porsche-Museum Stuttgart

### Strömungskupplung
Bei einer Strömungskupplung (auch Föttinger-Kupplung nach Hermann Föttinger) sind Pumpe und Turbine in einem Gehäuse vereint (siehe auch Föttinger-Prinzip). Das Pumpenrad sitzt direkt auf der Welle und wird von der Turbine umschlossen. Die Pumpe saugt das Öl an der Welle an und wirft es nach außen direkt in die Turbinenschaufeln. Für eine Strömungskupplung sind die genannten bereits sämtliche erforderlichen Teile. Das Öl wird durch das Pumpenrad angesaugt und nach außen beschleunigt. Der Impuls wird auf das Turbinenrad übertragen, danach prallt das Öl gegen das Gehäuse und läuft wieder nach innen zum Pumpenrad oder in den Ölsumpf.
Die Strömungskupplung wandelt das Drehmoment nicht, sie kuppelt nur. Es tritt ein Schlupf auf, der energetisch in Wärme umgewandelt wird, so dass zwischen Eingang und Ausgang eine Drehzahldifferenz vorhanden ist.

### Drehmomentwandler
Um eine Drehmomentenwandlung zu erreichen, wird in das Gehäuse ein Leitapparat integriert (siehe auch Föttinger-Prinzip). Er besteht im Wesentlichen aus Schaufeln zum Auffangen des aus der Turbine austretenden Öls. Das Öl aus der Turbine hat eine radiale Bewegungskomponente durch die Massenträgheit und eine tangentiale Bewegungskomponente durch die Drehzahl der Turbine. Der Leitapparat lenkt das Öl um und beschleunigt es in Richtung Pumpe. Dazu steht er still, er ist in der Regel über einen Freilauf abgestützt. Das Öl tritt mit einer Restbewegungsenergie wieder in die Pumpe ein. Mit dieser Anordnung kann eine Drehzahl-Drehmomentenwandlung bis maximal 1:8 erreicht werden. Der Wirkungsgrad fällt mit ab- oder zunehmendem Drehzahlverhältnis stark ab, weswegen in Fahrzeuggetrieben meistens Wandlerüberbrückungskupplungen eingesetzt werden, die den Schlupf ausschalten und so den Wirkungsgrad stark verbessern.

## Anwendungen

### Straßenfahrzeuge
Strömungsgetriebe werden bei Straßenfahrzeugen vor allem im Bereich der automatischen Getriebe und im Nutzfahrzeugbereich eingesetzt.

#### Hydrostatische Kraftübertragungen
Hydrostatische Kraftübertragungen werden vor allem für Hilfsantriebe mit kleiner Leistung oder als Fahrantriebe bei Baumaschinen (z. B. Bagger oder Radlader), Flurförderzeugen und Landmaschinen (z. B. Mähdrescher) verwendet. Pumpe und Hydraulikmotoren können hier getrennt an  günstiger Stelle angeordnet werden. Ein Nachteil ist der schlechte Wirkungsgrad, weshalb sie bei modernen Traktoren kaum verbreitet sind. Ausnahmen sind leistungsverzweigte Getriebe, bei denen nur ein Teil der Antriebsleistung hydrostatisch übertragen wird.

#### Hydrodynamische Kraftübertragungen
Hydrodynamische Kraftübertragungen sind bei Automatikgetrieben anzutreffen und ersetzen dort die Kupplung (Strömungskupplung) oder das gesamte Getriebe (Drehmomentwandler). Es gibt auch Mischbauformen zwischen mechanischer und hydrodynamischer Getriebebauart, wie z. B. das Differentialwandlergetriebe (DIWA) des Herstellers Voith, bei dem die Motorleistung gleichzeitig zum Teil mechanisch und zum Teil hydrodynamisch übertragen wird, wobei der Anteil der beiden Übertragungsarten mit der Drehzahl variiert (beim Anfahren hoher Anteil der hydrodynamischen Übertragung, mit steigender Leistung steigender Anteil der mechanischen Kraftübertragung).

#### Retarder
Bei Omnibussen und anderen schweren Nutzfahrzeugen wird häufig ein Retarder als nahezu verschleißfreie Bremse eingebaut, um den Verschleiß der Reibungsbremsen zu vermindern und die Sicherheit durch ein zweites unabhängiges Bremssystem zu erhöhen. Ein Retarder ist eine Sonderbauform der Strömungskupplung, bei der das Turbinenrad feststehend ist. Die gesamte Bewegungsenergie des Pumpenrades wird in Wärme umgewandelt und an das Hydraulikmedium abgegeben, welches gekühlt werden muss. Die Regelung erfolgt durch Änderung der Menge des Hydraulikmediums im Pumpenraum. Das Hydraulikmedium ist bei Fahrzeugen meist Öl. Neuerdings wird auch das Kühlwasser des Fahrzeuges verwendet, so beim Aquatarder von Voith, der auch Teil des Pritarder-Bremssystems von MAN ist.

### Schienenfahrzeuge

#### Antrieb
Hydrodynamische Kraftübertragung ist bei leistungsstarken Diesellokomotiven neben der dieselelektrischen Kraftübertragung eine von zwei möglichen Kraftübertragungsmethoden, da rein mechanische (Schalt-)Getriebe für die Übertragung so hoher Antriebsleistungen nicht verfügbar sind. Die hydrodynamische Kraftübertragung bietet gegenüber der dieselelektrischen Variante den Vorteil einer Gewichtsersparnis, der durch ein geringeres Beschleunigungsvermögen erkauft wird. Ein Beispiel für eine Lokomotive mit hydraulischer Kraftübertragung ist die Baureihe 218 der Deutschen Bahn.

#### Bremse
Im Bereich der Schienenfahrzeugtechnik ist für den Retarder die Bezeichnung hydrodynamische Bremse (auch H-Bremse) gebräuchlich. Die Funktionsweise entspricht dem auch in Straßenfahrzeugen eingesetzten Retarder, die Bauteile müssen aber entsprechend leistungsfähiger ausgeführt sein, um die benötigten Bremskräfte aufbringen zu können; bei der Konstruktion der Kühlanlagen von mit einer hydrodynamischen Bremse ausgerüsteten Triebfahrzeugen muss die große abzuführende Wärmemenge berücksichtigt werden.
Bekannte Fahrzeuge mit hydrodynamischer Bremse sind z. B. die Lokomotiven der Baureihe 218 oder die Triebwagen der Baureihe 612 der Deutschen Bahn.

### Industrie
In der Industrie werden Strömungskupplungen als Anfahrhilfe, als Regelkupplung zur stufenlosen Drehzahlregelung und als Bremse (Retarder) eingesetzt. Als Betriebsmedium kommt meistens Mineralöl oder Wasser zum Einsatz.

#### Antrieb
Zum sanften Beschleunigen großer Massen wie etwa Brechwerken werden Turbokupplungen mit konstanter Füllung eingesetzt. Durch die sich langsam aufbauende Kreislaufströmung zwischen Pumpen- und Turbinenrad infolge des sich beschleunigenden Betriebsmittels nach dem Starten der Antriebsmaschine wird dieselbe sanft auf Nenndrehzahl beschleunigt. Es besteht jedoch immer ein Schlupf zwischen Antriebs- und Arbeitsmaschine. Wird eine stufenlose Drehzahlverstellung während des Betriebs gewünscht, kommt eine Turbokupplung mit variabler Füllmenge (Turboregelkupplung) zum Einsatz. Hier kann die Kupplungsfüllung zum Beispiel durch ein Schöpfrohr verändert und damit die Drehmomentübertragung bzw. die Drehzahl gesteuert werden. Für schnelllaufende Arbeitsmaschinen wie Verdichter oder Speisewasserpumpen werden Getrieberegelkupplungen, Turbokupplungen mit vor- oder nachgeschaltetem Getriebe im selben Gehäuse, verwendet. Mit Getrieberegelkupplungen ist eine stufenlose Drehzahlregelung an Antriebsmaschinen mit einer Leistung bis zu 80 MW möglich.

#### Bremse
Industrie-Retarder mit variabler Füllmenge werden zum Beispiel als Prüfstandbremsen eingesetzt.